# Red de Universidades de Ciencias y Tecnologías de países del África subsahariana
La Red de Universidades de Ciencias y Tecnologías de países del África subsahariana (en francés: Réseau des Universités des Sciences et Technologies des pays d'Afrique au Sud du Sahara o « RUSTA »), es una institución privada africana que tiene su sede en Abiyán, la capital económica de Costa de Marfil.

## Historia
Fundada en 2009, la RUSTA consiste en universidades e institutos de educación superior situados en el África subsahariana que se han unido para aunar sus capacidades para la enseñanza y la investigación científica.
El consejo de administración de la RUSTA está presidido por el profesor Frédéric Dohou.

## Misiones
Los objetivos de la RUSTA son:
- Promover la excelencia académica y científica mediante la creación de una política común en la enseñanza universitaria y la investigación científica,
- Poner a disposición de las instituciones miembros los recursos financieros, humanos y materiales necesarios para su desarrollo,
- Capacitar a los futuros líderes de las instituciones y organizaciones capaces de responder a los retos socioeconómicos del continente africano,
- Promover la cooperación internacional.

## Instituciones miembros
La RUSTA incluye instituciones establecidas en África Occidental, a saber:
- Universidad de Ciencias y Tecnologías de Benín
- Universidad de Ciencias y Tecnologías de Costa de Marfil
- Universidad de Ciencias y Tecnologías de Togo
- Instituto Superior Tecnológico de Costa de Marfil
- Centro Internacional de Educación a Distancia
- Consorcio para la Gestión de la Investigación Básica y Aplicada en África al Sur del Sahara (COMREFAS)
- Incubadora Regional para África Occidental
- Etc.